# Pfaffnau
Pfaffnau é uma comuna da Suíça, no Cantão Lucerna, com cerca de 2.099 habitantes. Estende-se por uma área de 17,68 km², de densidade populacional de 119 hab/km². Confina com as seguintes comunas: Altbüron, Brittnau (AG), Grossdietwil, Langnau bei Reiden, Melchnau (BE), Murgenthal (AG), Richenthal, Roggliswil, Roggwil (BE), Untersteckholz (BE).
A língua oficial nesta comuna é o Alemão.